# الهام (تصوف)
الهام (به انگلیسی: Afflatus)، آنچه که خداوند متعال بر دل بندگانش می‌اندازد که کاری را انجام دهد یا ندهد.

## الهام
إِلْهَام یعنی رسیدن چیزی به خاطر و دل و ذهن انسان که از خدای تعالی و از سوی عالم ملکوت است.

## وارستگی
الهام پیغام فرستادن است از حق به خلق به طریق سرّ به واسطه و بی واسطه و الهام را وحی سرّ هم گویند.
هر کس قوت متخیله و حس مشترک وی صافی‌تر بود از تعلقات، خبر او راست تر و درست‌تر باشد. خواب هم از این قبیل است.